# Сельва, Анди
А́нди Се́льва (итал. Andy Selva; род. 23 мая 1976, Рим) — сан-маринский футболист, нападающий; тренер.

## Карьера

### Клубная
Почти всю свою клубную карьеру Сельва провёл в итальянских клубах, начав её в сезоне 1994/95 за «Латину» из Серии D, где забил 5 мячей в 26 матчах. В следующем сезоне он забил 10 голов в 31 матче, но уже выступая за клуб «Чивита-Кастеллана». Перейдя в 1996 году в «Фано» из Серии С2, он смог забить только 1 мяч в 30 играх, пробыв в команде до 1998 года. Затем Анди перешёл в «Катандзаро» из той же Серии С2, где отыграл 40 игр и сумел отличиться 6 мячами.
В 1999 году Сельва оказался в «Тиволи» и забил 15 голов в 21 матче, а на следующий сезон перешёл в клуб «Сан-Марино», где смог забить 4 гола в 26 матчах. В сезоне 2001/02 сыграл в трёх разных клубах: 3 матча за «Сан-Марино», 5 за «Мачератезе» из Серии D и 15 за «Гроссето». В новом сезоне, выступая за новый клуб «Беллария», отыграл 30 матчей и смог отправить в ворота соперника 22 мяча.
В 2005 он перебрался в «Падову» (Серия С1). Затем следует двухлетнее выступление за «Сассуоло», которому он помог выйти из Серии C в Серию B.
В 2009 году Сельва подписал контракт с «Вероной», однако не сумел заиграть там на должном уровне и перешёл в клуб Серии D «Фидене». Однако и там его игра не заладилась, и в 2012 году он перешёл на родину в клуб «Ла Фиорита», где завершил карьеру через 6 лет.

### В сборной
Сельва считается одним из лучших игроков в сборной Сан-Марино. За неё он сыграл 73 матча и забил 8 голов, став лучшим бомбардиром в истории сборной. Гол Сельвы помог Сан-Марино 4 марта 2004 года одержать первую победу — 1:0 над Лихтенштейном (второй победы сборная добилась лишь через 20 лет).
11 октября 2008 года в матче со сборной Словакии (1:3) забил единственный гол своей команды за весь отборочный турнир ЧМ-2010.